# ASIALIVE 2005
『ASIALIVE 2005』（アジアライブ にせんご）は、日本のロックバンド、L'Arc〜en〜Cielのコンサートおよび、それを収録したライブビデオ。

## 概要
「ASIALIVE 2005」は、L'Arc〜en〜Cielが2005年9月に日本国内外3都市（ソウル、上海、東京）で開催したライブツアー。海外公演は2004年にアメリカで行った「Live in USA」以来約1年ぶりとなる。さらに、日本公演は東京ドームで開催されており、この会場でL'Arc〜en〜Cielがライブを行うのはドームツアー「TOUR 2000 REAL」以来約4年9ヶ月ぶりのこととなった。
L'Arc〜en〜Cielは1990年代後半から作品のプロモーションなどで日本以外のアジア地域を頻繁に訪れており、1998年発表のアルバム『HEART』や1999年発表の『ark』『ray』をアジア各国で販売していた。また、2001年に発表したベストアルバム『Clicked Singles Best 13』は、日本の他に中国や台湾、香港、韓国、タイ、シンガポール、マレーシア、フィリピンでリリースされていた背景がある。ただ、L'Arc〜en〜Cielが現地でライブを行うのは、このツアーが初めてのことになった。
セットリストは、海外公演を中心としたライブツアーだったこともあってか、シングル表題曲が高い割合で組み込まれた構成となっている。なお、ツアーの最後に組まれた日本公演に限り、2004年に開催したライブツアー「SMILE TOUR 2004」から引き続き、パートチェンジバンド、P'UNK〜EN〜CIELのセルフカバーコーナーが設けられている。
本ツアーの模様は、2005年12月22日にテレビ朝日で放送された特別番組『密着! L'Arc〜en〜Ciel ASIALIVE 2005』にて流されている。この特別番組はライブの模様に加え、ツアーを終えたメンバーへのインタビューを入れた構成となっている。なお、この映像の一部は2006年6月21日に発売されたライブビデオ『ASIALIVE 2005』のDisc2に収録されている。ちなみに、本ツアーのライブ映像に関しては、2006年に発表したライブビデオ『ASIALIVE 2005』に東京ドームの最終日公演の模様とソウル公演・上海公演で演奏した一部の楽曲が、2007年4月4日に発表したボックス・セット『FIVE LIVE ARCHIVES』に上海公演のほぼすべての模様が収録されている。
このツアーを振り返り、hydeは「待ってたんだなぁっていうのがね、凄く伝わります。ずっと以前からね、ファンの方々が大勢いらっしゃるっていうのは分かってはいたんですけど。海を越えてやることっていうのはやっぱり様々な問題があったりして、なかなか実現できなかったんですけど、そういう待ってたっていうのは凄く伝わってきて。ひとつひとつが悲鳴に近い感じでしたよね、歓声が」と語っている。また、yukihiroは「始まる前に…まぁメンバーが出ていく時ですね、その前にS.E.…オープニングの曲とかがかかったときの声援みたいなものが凄いなと思いましたね」と述懐している。余談だが、L'Arc〜en〜Cielの初公演ということもあり、ソウル、上海の空港には出待ちをしている大勢のファンがいたという。hydeは、空港でのエピソードを振り返り「最初はちょっと（ファンに）ニコッってしたんですけど、その後はもうね、バーゲン会場にいる主婦のような状況になってましたね」「こっちの仕切りが出来てなかったみたいなところで。いきなり俺の手をつかんでイベンターの人が走り出しまして、いや、俺が走るとファンの子も走るじゃん。だからもう、運動会みたいになって、空港の中が。道間違えたりしながら車のほう向かうんで、ほんとにどっか、"だれか死ぬなぁ、俺かなぁ"みたいな（笑）」「ふだんは（メンバーが）くっつくと、"なんだよ"みたいな感じなんだけど（笑）。もういろんな状態になってましたけど…L'Arc〜en〜Ciel…たぶん結成してから一番団結力が高まった瞬間でもありましたね（笑）」と述べている。また、kenは「到着ロビー着いた瞬間は大丈夫で。（出待ちの数が）200人ぐらいだって聞いてたんですね。"200人だろ？メンバー4人だろ？ひとり50人だったら何とかなるぜ"って言ってたら、そんなことなくて。無力を感じましたよね（笑）」と述懐している。
ちなみにメンバー曰く、このツアーの海外公演では音響設備のトラブルが多かったという。ただ、tetsuyaは「若干、日本から持っていけてない機材もあったんで。結構持っていったんですけど、100％は持っていけなかったんで。で、ちょっと…違う感じがするところもありましたけど、気にならない…うん」、yukihiroは「もっとなんか、機材的な部分で違和感みたいなものがあるのかなぁと思ったんですけど、そこらへんはやっぱりやってくれてる周りのスタッフもプロなんで、しっかりしてましたね。そういう人たちと話をすると、"やっぱり日本とは違う機材を使ってるんで、完璧に近づけさせるのは難しいけどすいません"みたいなことも言ってましたけど、でも全然、やってる側としてはそんなに違和感はなかったですね」と述懐している。
バンドの所属事務所の代表を務める大石征裕は、2020年に発表した自身の著書で、前年のアメリカ公演とこのツアーを振り返り、「（ソウルと上海の）両会場とも9割は埋まっており、オーディエンスの歓迎ぶりは相当なものだった。空港にはファンが押し寄せ、移動の車をタクシー10数台でファンが追ってくる。会場も熱狂的で、アメリカ同様に開演前から怒号が飛んでいるような、ある種叫び声のような歓声が続く。また、その頃の中国は本来スタンディングが禁止で、最前列には私服警官が見守るという環境だったが、特別にスタンディングが許されていた。アメリカ含めアジア2カ国も、ものすごい熱気だった。バンドとして、この経験がさらなる自信へと繋がり、海外での活動に可能性を感じたのは確かだと思う」と述懐している。さらに、大石はこのツアーのソウル公演のブッキングを振り返り、「2000年に東京ドームで開催した「L'Arc〜en〜Ciel TOUR 2000 REAL」に、突然イエスコム・プロダクションのユン・チャンジョン社長が訪れてきた。聞けばマイケル・ジャクソンやマドンナのライブを手がけていた韓国の大手プロモーターで、どうしてもラルクを招聘したいと申し入れてきたのだ。だがまだその頃は海外公演をできる状態ではなかったので、早々に引き取っていただいたのだが、それ以来毎年ラルクを招くためだけに日本のコンサートへ足を運び、いかに情熱があるか熱く語っていった。韓国では日本の大衆文化を観たり、聴いたり、紹介したりすることが1998年に解禁されて、ようやくJ-POPも流れるようになった。当時は少しずつ日本のアーティストのライブが実現していくなかで、メンバーを説得して実現することになったのが2005年だった」と同著書に綴っている。そして、上海公演については「当時は上海市演出公司の経理（日本では取締役）を務めていた朱惠君は、1990年頃からCHAGE&ASKAや宝塚歌劇団など、日本人アーティストの中国公演の窓口となっていた人物で、私とは1999年に上海市との合弁会社設立の窓口として出会った。その当時の中国は興行、宣伝、チケット販売などがすべて許認可制だったが、朱さんのおかげで上海公演はブッキングから招聘まで、すべて順調に行うことができた」と述懐している。

## DVD・Blu-ray

### 解説
DVD版は2006年6月21日、BD版は2014年3月19日発売。発売元はKi/oon Records。
本作品は、2005年9月に日本国内外3都市（ソウル、上海、東京）で開催したライブツアー「ASIALIVE 2005」から、同年9月25日に東京ドームで行ったライブの模様を収録したライブビデオである。
フィジカルは通常盤（2DVD）の1形態でリリースされており、L'Arc〜en〜Cielの作品では初となるDVD2枚組の作品となった。2枚組DVDのうちDisc1には同年9月25日に演奏した23曲の中から11曲が収録され、Disc2にはテレビ朝日で放送された特別番組『密着! L'Arc〜en〜Ciel ASIALIVE 2005』の再構成版が収録された。なお、Disc2の映像には、特別番組でメンバーとともに映っていたインタビュアーの堂真理子が一切映っていない他、インタビュー内容などが変更・追加されている。なお、特別番組の模様を収録したのは、テレビ朝日で放送された特別番組が全国ネット放送ではなかったため、番組を視聴することが出来なかったファンに対する配慮と思われる。
本作は発売初週となる2006年7月3日付のオリコン週間DVD総合チャートで、2005年に発表したライブビデオ『SMILE TOUR 2004 〜全国編〜』以来約1年ぶり通算4作目の首位を獲得している。
また、2014年2月26日には本作を含む音楽作品18タイトルを収録したBD-BOX『L'Aive Blu-ray BOX -Limited Edition-』が発売され、本作のライブ音源CDも収録された。さらに、同年3月19日には、前述のボックス・セットに収められた本作のBlu-ray Disc版が単体でリリースされた。

### 収録曲

#### Disc 1: Tokyo Dome
1. Killing Me
2. Caress of Venus
3. Driver's High
4. winter fall
5. New World
6. 叙情詩
7. L'Arc〜en〜Ciel PARADE
Blurry Eyes
DIVE TO BLUE
浸食 〜lose control〜
花葬
flower
8. STAY AWAY
9. AS ONE
10. READY STEADY GO
EXTRA
Round and Round 2005（P'UNK〜EN〜CIEL）

#### Disc 2: 密着 ASIALIVE 2005
- 全曲ダイジェスト収録

1. Killing Me（in Seoul）
2. HEAVEN'S DRIVE （in Seoul）
3. 自由への招待 （in Shanghai）
4. get out from the shell （in Shanghai）
5. HONEY （in Shanghai）
6. LOST HEAVEN （in Shanghai）
7. Link （in Tokyo）
8. 虹 （in Tokyo）